# Pulicoidea
Pulicoidea é uma família de pulgas. Pulicoidea pertence à ordem das pulgas, à ordem dos artrópodes, à ordem das centopéias e ao reino animalia .  A família Pulicoidea inclui 185 gêneros, segundo o Catálogo da Vida.
O cladograma segundo o Catálogo da Vida é:

| Pulicoidea | \| \| Pulicidae \| \| \| \| \| \| Tungidae \| \| \| \| |
|            | \| \| Pulicidae \| \| \| \| \| \| Tungidae \| \| \| \| |
|            | Ancistropsylloidea                                     |
|            |                                                        |
|            | Ceratophylloidea                                       |
|            |                                                        |
|            | Coptopsylloidea                                        |
|            |                                                        |
|            | Hystrichopsylloidea                                    |
|            |                                                        |
|            | Macropsylloidea                                        |
|            |                                                        |
|            | Malacopsylloidea                                       |
|            |                                                        |
|            | Pygiopsylloidea                                        |
|            |                                                        |
|            | Stephanocircidoidea                                    |
|            |                                                        |
|            | Vermipsylloidea                                        |
|            |                                                        |
|            | Pulicidae                                              |
|            |                                                        |
|            | Tungidae                                               |
|            |                                                        |

|  | Pulicidae |
|  |           |
|  | Tungidae  |
|  |           |